# Bradly Sinden
Bradly John Sinden (ur. 19 września 1998 w Doncasterze) – brytyjski zawodnik taekwondo, wicemistrz olimpijski z Tokio, olimpijczyk z Paryża (2024).

## Życiorys
Urodził się 19 września 1998 roku w Doncasterze.
W 2021 roku jako reprezentant Wielkiej Brytanii wziął udział w Letnich Igrzyskach Olimpijskich 2020, gdzie w kategorii wagowej do 68 kg wywalczył srebrny medal, w finale przegrywając 34–29 z Ulugʻbekiem Rashitovem. W 2024 roku ponownie reprezentował Wielką Brytanię na Letnich Igrzyskach Olimpijskich 2024, gdzie w rywalizacji zawodników taekwondo do 68 kilogramów przegrał pojedynek o brązowy medal z Liangiem Yushuai.
Czterokrotnie stawał na podium Mistrzostw Świata w Taekwondo. Jest srebrnym medalistą Igrzysk Europejskich 2023.